# 96. Internationale Sechstagefahrt
Die 96. Internationale Sechstagefahrt war die Mannschaftsweltmeisterschaft im Endurosport und fand vom 29. August bis 3. September 2022 im französischen Le Puy-en-Velay sowie dem südlichen Zentralmassiv statt. Die Nationalmannschaft des Vereinigten Königreichs konnte nach 69 Jahren ohne Sieg zum insgesamt siebzehnten Mal die World Trophy gewinnen. Die Nationalmannschaft Italiens gewann zum zweiten Mal in Folge und gleichzeitig insgesamt achten Mal die Junior World Trophy. Die Women's World Trophy ging erstmals an die Nationalmannschaft des Vereinigten Königreichs.

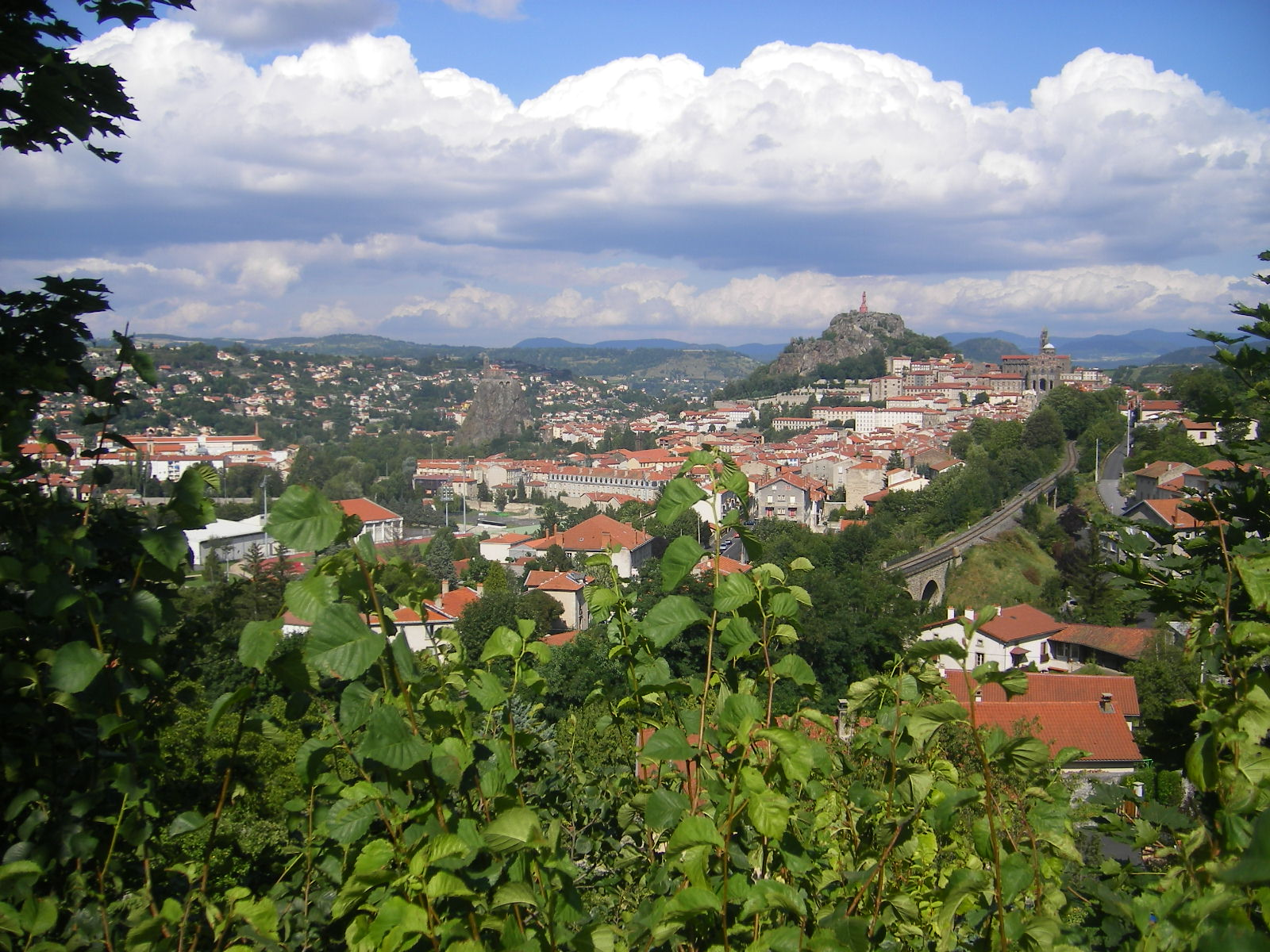
Le Puy-en-Velay, Start- und Zielort der einzelnen Etappen

## Wettkampf

### Organisation
Die Veranstaltung fand nach der 2. (1920), 12. (1930), 55. (1980), 63. (1988), 76. (2001) und 92. Internationalen Sechstagefahrt (2017) zum siebten Mal in Frankreich statt.
Am Wettkampf nahmen 22 Teams für die World Trophy, 16 für die Junior World Trophy, acht für die Women’s World Trophy und 128 Clubteams aus insgesamt 32 Nationen teil.
Deutschland nahm an der World Trophy, Junior Trophy, Women’s Trophy sowie mit neun Clubmannschaften teil. Österreich nahm an der World Trophy, Junior World Trophy sowie mit einer Clubmannschaft teil. Die Schweiz war mit zwei Clubmannschaften vertreten.

### 1. Tag
Die Tagesetappe führte in einer Runde über insgesamt 217 Kilometer.
Nach dem ersten Fahrtag führte in der World-Trophy-Wertung das Team aus Spanien vor Italien und dem Vereinigten Königreich. Das deutsche Team lag auf dem 11., das österreichische auf dem 14. Platz.
In der Junior-World-Trophy-Wertung führte der Titelverteidiger Italien vor Finnland und dem Vereinigten Königreich. Das österreichische Team belegte den 12. Platz, dahinter folgte das deutsche Team auf Platz 13. Die vorab zum erweiterten Favoritenkreis zählenden Mannschaften Frankreichs, Schwedens und der Vereinigten Staaten, hatten jeweils bereits einen Fahrerausfall und belegten die Plätze 14 bis 16.
In der Women’s Trophy führte das Team des Titelverteidigers USA vor den Mannschaften aus dem Vereinigten Königreich und des Gastgebers Frankreich. Das deutsche Team lag auf dem 8. und damit vorerst letzten Platz.
Die Clubwertung führte Team Italy vor dem tschechischen KBS TEAM-CZ und XC GEAR aus den USA an. Beste deutsche Clubmannschaft war Germany 2 - ADAC Württemberg auf dem 26. Platz. Das österreichische Enduro Austria Racing Team lag auf dem 36. Platz. Bester Schweizer Clubmannschaft war Blättler Bagger GmbH auf dem 61. Platz.

### 2. Tag
Am zweiten Tag wurde die gleiche Strecke wie am Vortag gefahren.
Die World-Trophy-Wertung führte das Team des Vereinigten Königreichs vor Italien und Spanien an. Das deutsche Team verbesserte sich auf den 10., das österreichische Team auf den 13. Platz.
In der Junior-Trophy-Wertung führte wie am Vortag die Mannschaft Italiens vor Finnland und dem Vereinigten Königreich. Das österreichische Team verbesserte sich auf den 11., das deutsche Team auf den 12. Platz.
In der Women’s Trophy führte unverändert das Team der USA vor dem Vereinigten Königreich und Frankreich. Das deutsche Team lag nach wie vor auf dem 8. Platz.
In der Clubwertung führte KBS TEAM-CZ vor Team Italy und XC Gear. Beste deutsche Clubmannschaft war das Team Germany 3 - ADAC Sachsen auf dem 24. Platz. Das österreichische Enduro Austria Racing Team verbesserte sich auf dem 31. Platz, beste Schweizer Mannschaft war das Red Moto Swiss Enduro Team auf dem 57 Platz.

### 3. Tag
Die Strecke des Fahrtags war 222 Kilometer lang.
In der World-Trophy-Wertung führte wie vor am Vortag das Team Vereinigtes Königreich vor Italien und Spanien. Die Teams Deutschlands und Österreichs lagen unverändert auf dem 10. bzw. 13. Platz.
Die Junior-World-Trophy-Wertung führte ebenfalls unverändert die Mannschaft Italiens vor Finnland und Australien an. Das österreichische Team rutschte auf Platz 12, die deutsche Mannschaft belegte unverändert den 13. Platz.
In der Women’s Trophy führte weiter das Team der USA vor dem Vereinigten Königreich und Frankreich. Das deutsche Team profitierte vom Ausfall einer spanischen Fahrerin und belegte dadurch den 7. Platz.
Die Clubwertung führte KBS TEAM-CZ vor XC Gear und Team Italy an. Das Team Germany 3 - ADAC Sachsen belegte als beste deutsche Mannschaft unverändert den 24. Platz. Das österreichische Enduro Austria Racing Team verbesserte sich auf dem 28. Platz, beste Schweizer Mannschaft war das Red Moto Swiss Enduro Team auf dem 53. Platz.

### 4. Tag
Am vierten Tag wurde nochmals die Strecke des Vortags gefahren.
Am Ende des vierten Fahrtags führte in der World-Trophy-Wertung weiter unverändert das Team des Vereinigten Königreichs vor Spanien und Italien. Das deutsche Team profitierte von einem Fahrerausfall im australischen Team und verbesserte sich dadurch auf den 9. Platz. Im Team Österreich schied Walter Feichtinger aus, die Mannschaft fiel dadurch auf den 19. Platz zurück.
In der Junior-World-Trophy-Wertung führte nach wie vor die Mannschaft Italiens vor Finnland und Australien. Die Mannschaft Österreichs verbesserte sich auf den 11., das deutsche Team auf den 12. Platz.
In der Women’s World Trophy schied beim bis dahin führenden Team der USA Brandy Richards aus, und die Mannschaft fiel auf Platz 6 zurück. Es führte das Team des Vereinigten Königreichs vor Frankreich und Australien. Das deutsche Team lag weiter auf dem 7. Platz.
Die Clubwertung führte das tschechische KBS TEAM-CZ vor XC GEAR aus den USA und dem französischen Enduro Dream Team an. Beste deutsche Clubmannschaft war Germany 3 - ADAC Sachsen auf dem 17. Platz. Das Enduro Austria Racing Team verbesserte sich auf dem 24., das Red Moto Swiss Enduro Team auf den 51. Platz.

### 5. Tag
Die Strecke des fünften Fahrtags war ein Rundkurs über 204 Kilometer.
Die Zwischenstände nach dem fünften Fahrtag: In der World-Trophy-Wertung führte weiter das Vereinigte Königreich vor Spanien und Italien. Die deutsche Mannschaft lag weiter auf dem 9. Platz. Die österreichische Mannschaft verbesserte sich auf den 18. Platz.
In der Junior Trophy führte weiter die Mannschaft Italiens vor Finnland und Australien. Die Mannschaften Österreichs und Deutschlands lagen auf dem 11. bzw. 12. Platz.
In der Women’s Trophy führte das Vereinigte Königreich vor den Mannschaften aus Frankreich und Australien. Nachdem im deutschen Team Anne Borchers sich am vierten Tag das Handgelenk verletzt hatte, den Fahrtag aber noch beendete, konnte sie am fünften Tag aufgrund der Schmerzen nicht mehr an den Start gehen und schied damit aus. Das deutsche Team lag trotzdem unverändert auf dem 7. Platz.
Die Clubwertung führte wie am Vortag der tschechische KBS TEAM-CZ vor XC GEAR aus den USA und dem französischen Enduro Dream Team. Beste deutsche Clubmannschaft war der Germany 3 - ADAC Sachsen auf dem 19. Platz. Das österreichische Enduro Austria Racing Team belegte 24. Platz, das Schweizer Red Moto Swiss Enduro Team belegte den 50. Platz.

### 6. Tag
Am letzten Fahrtag wurde keine Etappe gefahren. Das Abschlussrennen war ein Moto-Cross-Test der auf einem Strecke unmittelbar neben dem Fahrerlager stattfand.

## Endergebnisse

### World Trophy
| Platz | Team                   | Zeit        |
| ----- | ---------------------- | ----------- |
| 1.    | Vereinigtes Königreich | 12:49:54,60 |
| 2.    | Italien                | 12:54:40,30 |
| 3.    | Spanien                | 12:54:40,83 |
| 4.    | Frankreich             | 12:59:51,50 |
| 5.    | Vereinigte Staaten     | 13:07:43,28 |
| 6.    | Schweden               | 13:09:18,17 |
| 7.    | Finnland               | 13:33:52,87 |
| 8.    | Belgien                | 13:40:01,94 |
| 9.    | Deutschland            | 13:55:30,66 |
| 10.   | Chile                  | 14:20:47,53 |
| 11.   | Mexiko                 | 14:31:01,57 |
| 12.   | Estland                | 14:34:29,96 |
| 13.   | Griechenland           | 14:51:58,23 |
| 14.   | Litauen                | 15:53:33,49 |
| 15.   | Team Latin America (a) | 16:13:24,13 |
| 16.   | Neuseeland             | 21:13:42,91 |
| 17.   | Polen                  | 21:27:02,14 |
| 18.   | Österreich             | 21:35:43,13 |
| 19.   | Venezuela              | 21:54:13,73 |
| 20.   | Portugal               | 22:07:53,65 |
| 21.   | Australien             | 25:53:15,80 |
| 22.   | Kanada                 | 35:58:32,75 |

### Junior World Trophy
| Platz | Team                   | Zeit        |
| ----- | ---------------------- | ----------- |
| 1.    | Italien                | 9:58:58,44  |
| 2.    | Finnland               | 10:01:51,32 |
| 3.    | Australien             | 10:05:09,77 |
| 4.    | Vereinigtes Königreich | 10:10:59,53 |
| 5.    | Spanien                | 10:15:34,98 |
| 6.    | Tschechien             | 10:17:44,78 |
| 7.    | Neuseeland             | 10:18:37,82 |
| 8.    | Niederlande            | 10:32:38,12 |
| 9.    | Portugal               | 10:40:38,30 |
| 10.   | Belgien                | 10:45:31,53 |
| 11.   | Österreich             | 10:50:04,94 |
| 12.   | Deutschland            | 11:04:08,03 |
| 13.   | Chile                  | 11:14:23,53 |
| 14.   | Frankreich             | 24:29:37,63 |
| 14.   | Schweden               | 24:33:32,06 |
| 14.   | Vereinigte Staaten     | 24:35:03,98 |

### Women's World Trophy
| Platz | Team                   | Zeit        |
| ----- | ---------------------- | ----------- |
| 1.    | Vereinigtes Königreich | 11:20:44,91 |
| 2.    | Frankreich             | 11:35:48,64 |
| 3.    | Australien             | 11:41:50,92 |
| 4.    | Schweden               | 12:09:01,77 |
| 5.    | Kanada                 | 13:20:53,50 |
| 6.    | Vereinigte Staaten     | 18:25:04,59 |
| 7.    | Deutschland            | 20:22:43,62 |
| 8.    | Spanien                | 22:06:31,47 |

### Club Team Award
| Platz                      | Team                                                             | Zeit        |
| -------------------------- | ---------------------------------------------------------------- | ----------- |
| 1.                         | KBS TEAM-CZ                                                      | 9:59:31,46  |
| 2.                         | XC GEAR                                                          | 9:59:56,56  |
| 3.                         | Enduro Dream Team                                                | 10:01:50,39 |
| 4.                         | Team Italy                                                       | 10:02:28,65 |
| 5.                         | Ligue AURA - B2R Bonneton 1                                      | 10:06:43,77 |
| 6.                         | GTBN                                                             | 10:11:14,21 |
| 7.                         | RIEJU RACING TEAM                                                | 10:17:29,79 |
| 8.                         | BRAINTREE & DISTRICT MOTORCYCLE CLUB                             | 10:33:25,38 |
| 9.                         | KOESIO CMD43                                                     | 10:33:54,52 |
| 10.                        | ARMY MCA                                                         | 10:34:07,70 |
| 000{\displaystyle \vdots } |                                                                  |             |
| 19.                        | Germany 3 - ADAC Sachsen                                         | 10:56:49,08 |
| 000{\displaystyle \vdots } |                                                                  |             |
| 22.                        | Germany 2 - ADAC Württemberg / ADAC Pfalz                        | 11:01:03,55 |
| 23.                        | Enduro Austria Racing Team                                       | 11:03:20,23 |
| 000{\displaystyle \vdots } |                                                                  |             |
| 27.                        | Germany 4 - ADAC Hessen-Thüringen / ADAC Schleswig-Holstein      | 11:11:10,32 |
| 28.                        | Germany 1 - ADAC Nordbayern / ADAC Südbaden                      | 11:17:50,21 |
| 000{\displaystyle \vdots } |                                                                  |             |
| 50.                        | Red Moto Swiss Enduro Team                                       | 12:29:47,37 |
| 000{\displaystyle \vdots } |                                                                  |             |
| 64.                        | Blättler Bagger GmbH                                             | 13:52:54,65 |
| 000{\displaystyle \vdots } |                                                                  |             |
| 84.                        | Germany 6 - ADAC Nordrhein / ADAC Niedersachsen / Sachsen-Anhalt | 15:58:06,63 |
| 000{\displaystyle \vdots } |                                                                  |             |
| 87.                        | Germany 5 - ADAC Nordbaden / ADAC Nordrhein                      | 16:15:49,65 |
| 000{\displaystyle \vdots } |                                                                  |             |
| 99.                        | Germany 7 - ADAC Südbayern / ADAC Niedersachsen / Sachsen-Anhalt | 20:29:13,19 |
| 000{\displaystyle \vdots } |                                                                  |             |
| 110.                       | Germany 8 - ADAC Niedersachsen / ADAC Nordbayern / ADAC Saarland | 23:29:33,25 |
| 000{\displaystyle \vdots } |                                                                  |             |
| 115.                       | Germany 10 - Team Dirtbiker Mag                                  | 23:39:22,25 |
| 000{\displaystyle \vdots } |                                                                  |             |
| 128.                       | Germany 9 - ADAC Pfalz / ADAC Württemberg                        | 41:17:31,19 |

### Manufacturer's Team Award
| Platz | Team                        | Zeit        |
| ----- | --------------------------- | ----------- |
| 1.    | RED BULL KTM FACTORY RACING | 9:41:19,97  |
| 2.    | HONDA RACING                | 9:41:25,79  |
| 3.    | KTM 2                       | 9:42:28,69  |
| 4.    | SHERCO FACTORY              | 9:43:34,09  |
| 5.    | HUSQVARNA 1                 | 9:44:23,38  |
| 6.    | TEAM BETA FACTORY           | 9:45:03,88  |
| 7.    | HONDA RACINGTIME            | 10:04:17,70 |
| 8.    | HUSQVARNA 2                 | 17:17:13,09 |
| 9.    | GASGAS                      | 17:19:02,49 |
| 10.   | NZ YAMAHA TEAM              | 17:52:05,19 |
| 11.   | HONDA REDMOTO               | 24:36:34,24 |

### Einzelwertung
| Klasse | Klassensieger (Motorrad)     | Zeit       |
| ------ | ---------------------------- | ---------- |
| E1 (b) | Andrea Verona (GasGas)       | 3:07:51,98 |
| E2 (c) | Josep Garcia (KTM)           | 3:06:53,91 |
| E3 (d) | Mikael Persson (Husqvarna)   | 3:12.34,13 |
| EW (e) | Jane Daniels (Fantic)        | 3:39:31,05 |
| C1 (b) | Kevin Cristino (Fantic)      | 3:14:58,41 |
| C2 (c) | Kryštof Kouble (Husqvarna)   | 3:13:38,53 |
| C3 (d) | Christophe Nambotin (Sherco) | 3:19:43,50 |

Die Watling Trophy für eine besondere Leistung ging an das britische Women's-World-Trophy-Team.

## Teilnehmer
| Staat                  | World Trophy Team | Junior World Trophy Team                                                     | Women's World Trophy Team                                                   | Club-Teams |
| ---------------------- | --- | ---------------------------------------------------------------------------- | --------------------------------------------------------------------------- | --- |
| Australien             | Daniel Milner (Fantic) Todd Waters (Husqvarna) Josh Green (Yamaha) Andrew Wilksch (Husqvarna)                               | Kyron Bacon (Yamaha) Korev McMahon (GasGas) Blake Hollis (Yamaha)            | Jessica Gardiner (Yamaha) Emelie Karlsson (KTM) Ebony Nielsen (GasGas)      | ANZAC Club Team (1 Fahrer) (f) |
| Belgien                | Dimitri van Hoenacker (KTM) Erik Willems (Husqvarna) Tim Louis (Rieju) Dietger Damiaens (KTM)                               | Florian Tichoux (GasGas) Nijs Dante (Beta) Mika Vanderheyden (Husqvarna)     |                                                                             | Club Team Belgium 1 Club Team Belgium 2 Club Team Belgium 3 |
| Brasilien              | |                                                                              |                                                                             | TEAM BRAZIL (2 Fahrer) 1 Einzelfahrer |
| Chile                  | Nicolas Pakciarz (Husqvarna) Joaquim Borgono (Honda) Luciano Collantes (Husqvarna) Vicente Miranda (Husqvarna)              | Eloy de Gavardo (Honda) Augustin Cortez (Honda) Jeremias Schiele (Husqvarna) |                                                                             | Chile 1 Enduro Guadalajara (1 Fahrer) (g) |
| Deutschland            | Philipp Müller (Beta) Paul Roßbach (Beta) Yanik Spachmüller (GasGas) Florian Görner (KTM)                                   | Pascal Sadecki (Fantic) Luca Wiesinger (Sherco) Karl Weigelt (KTM)           | Tanja Schlosser (Beta) Samantha Buhmann (Beta) Anne Borchers (Fantic)       | Germany 1 - ADAC Nordbayern / ADAC Südbaden Germany 2 - ADAC Württember / ADAC Pfalz Germany 3 - ADAC Sachsen / ADAC Hessen-Thüringen Germany 4 - ADAC Hessen-Thüringen / ADAC Schleswig-Holstein Germany 5 - ADAC Nordbaden / ADAC Nordrhein Germany 6 - ADAC Nordrhein / ADAC Niedersachsen / Sachsen-Anhalt Germany 7 - ADAC Südbayern / ADAC Niedersachsen / Sachsen-Anhalt Germany 8 - ADAC Niedersachsen / ADAC Nordbayern / ADAC Saarland Germany 9 - ADAC Pfalz / ADAC Württemberg Germany 10 - Team Dirtbiker Mag                                                                              |
| Estland                | Veiko Raats (KTM) Priit Biene (Husqvarna) Hendrik Talviku (KTM) Jur Triisa (KTM)                                            |                                                                              |                                                                             | |
| Finnland               | Pyry Juupaluoma (Fantic) Eetu Puhakainen (TM) Antti Hanninen (Husqvarna) Peetu Juupaluoma (Husqvarna)                       | Samuli Puhakainen (TM) Hermanni Haljala (TM) Roni Kytönen (Honda)            |                                                                             | DYNASET Hydraulics Finland Team RX Moto BBM RACING (1 Fahrer) (l) |
| Frankreich             | Till de Clercq (KTM) Hugo Blanjoue (KTM) Léo Le Quéré (Sherco) Christophe Charlier (Husqvarna)                              | Antoine Alix (KTM) Luc Fargier (Beta) Zachary Pichon (Sherco)                | Marine Lemoine (Sherco) Elodie Chaplot (Sherco) Justine Martel (KTM)        | ACBPHARMARACINGTEAM Campanile Fontainebleau DAFY CHALLENGE ONE Elite Moto 15 ELITE MOTO 15 JUNIOR Enduro Team NL-2 (1 Fahrer) (i) ESPOIRS 2022 JM Racing KOESIO CMD43 LA BRESSAUDE 68 LA BRESSAUDE 88 Les 3 Solitaires Les Gommes Tendres du MC Les Gouts Extremes Ligue AURA - B2R Bonneton MC BOUTEVILLE MILO RACING TEAM Moto club Livradois MX Reflexion SUD ARDECHE TT TEAM BEAUVAIS MOTO CLUB TEAM CASSAGNE MARCOLES 1 TEAM CASSAGNE MARCOLES 2 TEAM CUMMINS TEAM LA REUNION TEAM LIGUE AURA TEAM LOZERE 1 TEAM LOZERE 2 TEAM MCY COCH'ONOU TEAM NICOLAS MOTO TEAM T.H.A.F TEAM TTB TOPBOULE TEAM |
| Griechenland           | Panagiotis Kakoliris (Beta) Kimon Karampelas (Husqvarna) Ioannis Chasapis (KTM) Dimitrios Varsamis (KTM)                    |                                                                              |                                                                             | HELLAS AMOTOE Team |
| Israel                 | |                                                                              |                                                                             | Team Israel (2 Fahrer) (j) |
| Italien                | Andrea Verona (GasGas) Alex Salvini (Husqvarna) Thomas Oldrati (Honda) Samuele Bernardini (Honda)                           | Morgan Lesiardo (Sherco) Enrico Rinaldi (GasGas) Claudio Spanu (Honda)       |                                                                             | BBM RACING (2 Fahrer) (l) ISDE RALLY POV MC ALTA VALLE RENO 1 MC ALTA VALLE RENO 2 MC ASTICO MC FAST TEAM MC VOLTERRA MOTO CLUB PINO MEDEOT (2 Fahrer) (k) MOTOCLUB FARINI ' 21 ASSO MRT RACING Team Italia Re.Xa.Ba 6day Team Italy |
| Japan                  | |                                                                              |                                                                             | Jolly Racing MOTO CLUB PINO MEDEOT (1 Fahrer) (k) |
| Kanada                 | Philippe Chaine (KTM) Owen McKill (Husqvarna) Jared Stock (Husqvarna) (n)                                                   |                                                                              | Kristen Broderick (KTM) Marie-Claude Boudreau (KTM) Shelby Turner (KTM)     | |
| Litauen                | Nerimantas Jucius (Husqvarna) Dziugas Kazakevicius (GasGas) Danielius Zostautas (Husqvarna) Andrius Mitkevicius (Husqvarna) |                                                                              |                                                                             | Kauno Enduro komanda |
| Mexiko                 | Jorge Alvarez (KTM) Roberto Ramirez (Honda) Arturo Rodriguez (KTM) Didier Goirand (Sherco)                                  |                                                                              |                                                                             | Almonte Puebla Bmgxtremesports Rancho S Coca Cola Enduro Mexico Enduro Guadalajara (1 Fahrer) (g) Mexico I Mexico II Mexico III Morelia Moto 3 Mexico |
| Neuseeland             | Charles May Callan (KTM) Dvian Yaerbury (Husqvarna) Tom Buxton (Husqvarna) Seth Reardon (Yamaha)                            | James Scott (Honda) Thomas Watts (Yamaha) Will Yeoman (Yamaha)               |                                                                             | Motorcycling New Zealand ANZAC Club Team (2 Fahrer) (f) |
| Niederlande            | | Tommie Jochems (KTM) Mike Bokslag (GasGas) Marc Zomer (KTM)                  |                                                                             | Enduro Team Eefde Enduro Team NL-1 Enduro Team NL-2 (2 Fahrer) (i) MC De Toerenteller TEAM MCNH Team Selling Motorbikes |
| Österreich             | Mario Hirschmugl (KTM) Walter Feichtinger (KTM) Michael Feichtinger (KTM) Christoph Heinz (Husqvarna)                       | Marcel Schnölzer (KTM) David Rinner (KTM) Thomas Hecher (GasGas)             |                                                                             | Enduro Austria Racing Team |
| Polen                  | Dawid Babicz (KTM) Maciej Wieckowski (GasGas) Aleksander Bracik (Beta) Patryck Kuleszo (Husqvarna)                          |                                                                              |                                                                             | |
| Portugal               | Abel Carreiro (Husqvarna) Diogo Vieira (GasGas) Ricardo Wilson (TM) Goncalo Reis (GasGas)                                   | Tomas Clemente (GasGas) Frederico Rocha (Fantic) Renato Silva (Beta)         |                                                                             | TEAM PORTUGAL - IS3 / CON |
| Slowakei               | |                                                                              |                                                                             | GOTTBROS TEAM GOTTBROS TEAM 2 (2 Fahrer) (m) SK ENERGY TEAM |
| Schweden               | Mikael Persson (Husqvarna) Albin Elowson (Husqvarna) Joakim Grelsson (KTM) Oskar Ljungstrom (Husqvarna)                     | Max Ahlin (Beta) Albin Norrbin (Fantic) Axel Semb (KTM)                      | Hanna Berzelius (Husqvarna) Linnea Akesson (Beta) Emelie Borg Nilsson (KTM) | |
| Schweiz                | |                                                                              |                                                                             | BLÄTTLER BAGGER GMBH Red Moto Swiss Enduro Team |
| Spanien                | Josep Garcia (KTM) Jaume Betriu (KTM) Marc Sans (Husqvarna) Bernat Cortes (GasGas)                                          | Albert Fontova (KTM) Adria Sanchez (KTM) Julio Pando (Beta)                  | Mireia Badia (Rieju) Julia Calvo (Beta) Nora Esteban (Husqvarna)            | AC BALDRICH CASTILLA ENDURO Club 4 (2 Fahrer) (h) ESCURIALENSE HUELVALCARRIA MC SITGES/VINARÓS MERINO TEAM PC RACING RIEJU RACING TEAM |
| Südafrika              | |                                                                              |                                                                             | Motorsport South Africa |
| Tschechien             | | Zdeněk Pitel (Husqvarna) Matěj Škuta (Beta) Zdeněk Pitel (Sherco)            |                                                                             | Club 4 (1 Fahrer) (h) Enduro klub Semily KBS TEAM-CZ Motosport Bozkov 1 Motosport Bozkov 2 TEAM MOTOKROSOVA SKOLA The Best Plum Team |
| Ungarn                 | |                                                                              |                                                                             | GOTTBROS TEAM 2 (1 Fahrer) (m) |
| Venezuela              | Manuel Vomero (KTM) Carlos Badiali (KTM) Xavier Claro (Sherco) Raimundo Trasolini (Sherco)                                  |                                                                              |                                                                             | Team Venezuela VENEZUELA |
| Vereinigtes Königreich | Steve Holcombe (Beta) Nathan Watson (Honda) Jed Etchells (Fantic) Jamie McCanney (Husqvarna)                                | Aaron Gordon (Yamaha) Alex Walton (Sherco) Harry Edmondson (Fantic)          | Jane Daniels (Fantic) Nieve Holmes (Sherco) Rosie Rowett (KTM)              | ARMY MCA BRAINTREE & DISTRICT MOTORCYCLE CLUB DYFED DIRTBIKE CLUB MANCHESTER 17 MCC MCC OF WALES MIDSHIRES TEAM NORMANDY MCC RHAYADER MC TEAM SCOTLAND TEAM ST GEORGE WEST DEVON MC WITLEY |
| Vereinigte Staaten     | Kailub Russell (KTM) Dante Oliveira (KTM) Layne Michael (Yamaha) Joshua Toth (KTM)                                          | Mateo Oliveira (KTM) Cody Barnes (Honda) Austin Walton (Husqvarna)           | Brandy Richards (KTM) Rachel Gutish (GasGas) Korie Steede (KTM)             | Elizabeth Scott Community Eric Cleveland Memorial GTBN Missouri Mudders Mojo Motosport Wes Habermehl Memorial XC GEAR |
| Team Latin America (o) | Carlos Giraldo (KTM) Juan Giraldo (KTM) Juan Bustamante (Sherco) Martin Bustamante (Sherco)                                 |                                                                              |                                                                             | LATIN AMERICA CLUB |